# Coltan

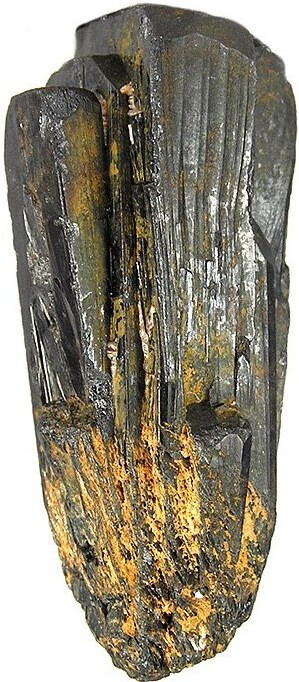
Eine Coltanstufe, 6,0 × 2,5 × 2,1 cm

Coltan ist ein Niob-Tantal-Erz. Der Name „Coltan“ leitet sich von der Mineralgruppe Columbit-Tantalit ab. Die Termini „Coltan“ und „Columbit-Tantalit“ werden immer dann verwendet, wenn die einzelnen Minerale ohne entsprechende Tests nicht bestimmbar sind oder eine Differenzierung nicht nötig ist.
Das aus Coltan gewonnene Tantal wird zur Herstellung der in vorzugsweise in kompaktformatigen und hochwertigen elektronischen Geräten verwendeten Tantal-Elektrolytkondensatoren benötigt. Diese haben im Vergleich zu anderen Kondensator-Typen vorteilhafte elektrische Eigenschaften. Coltan ist somit z. B. für die Produktion von Laptops, Smartphones, Digitalkameras, Spielekonsolen oder Elektroautos relevant.

## Chemische Zusammensetzung
Die chemische Zusammensetzung dieser Mineralgruppe ist sehr variabel. Die eigentliche Columbit-Tantalit-Familie besteht aus der Columbit-Mischkristallreihe (mit den Endgliedern Columbit-(Fe) und Columbit-(Mn)) sowie aus der Tantalit-Mischkristallreihe (mit den Endgliedern Tantalit-(Fe) und Tantalit-(Mn)). Zwischen allen vier Endgliedern besteht die Möglichkeit der Mischkristallbildung, die allerdings in bestimmten Bereichen nicht vollständig ist. Gelegentlich werden noch die antimonreichen Minerale Stibiotantalit und Stibiocolumbit dazugezählt. Primär an Kristallingesteine, unter anderem an Alkali-Pegmatit-Gänge gebunden, finden sich diese Minerale häufig auch auf sekundärer Lagerstätte, etwa in Schwermineral-Seifen.

## Förderung
Coltan wird weltweit nur in wenigen Lagerstätten gefördert und zählt damit zu den besonders kritischen Rohstoffen. Hauptförderland ist die Demokratische Republik Kongo, wo 80 Prozent der weltweiten Reserven vermutet werden. Das größte Bergwerk ist der Rubaya-Tagebau in der Provinz Nord-Kivu, wo rund 50.000 Menschen arbeiten.
In der Demokratischen Republik Kongo gewinnen Bergarbeiter aus dem Erdreich durch Nasssiebung und Schweretrennung Konzentrate mit bis zu 40 bis 45 % Tantalit. Das Schweizer Unternehmen Glencore spielte eine bedeutende Rolle im Coltanabbau in der Region Zentralafrika. Glencore plante, über die Tochterfirma Katanga Mining Limited zum weltgrößten Förderer von Coltan zu werden. Die Abbaumengen sollten bis 2015 auf 30.000 t gesteigert werden.
Laut Ecofin exportierte die Demokratische Republik Kongo im Jahr 2023 insgesamt 1918 Tonnen und Ruanda 2070 Tonnen Coltan.

## Verhüttung

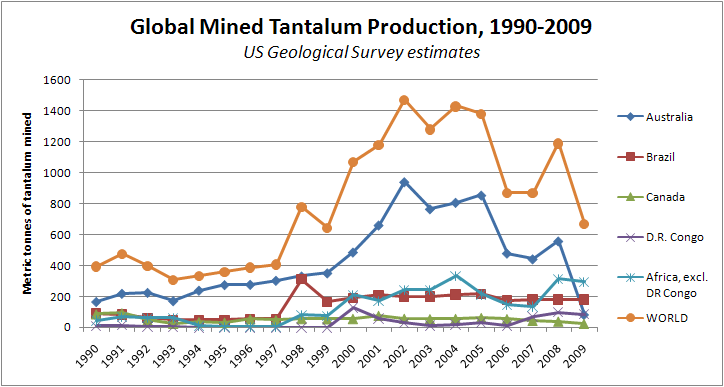
Globale Tantal-Gewinnung 1990–2009

Rund die Hälfte des weltweit geförderten Coltans wird von H. C. Starck (Deutschland) aufgekauft und teilweise in Goslar, aber vor allem in Asien verhüttet. Auf diese Weise wird das Tantal aus dem Erz gelöst. Anschließend wird es z. B. an Samsung, Apple oder Lenovo weiterverkauft. Weitere wichtige Verarbeiter sind (Stand 2009) Treibacher (Österreich), Cabot (USA), Mitsui (Japan) und Ulba (Kasachstan).
Im Jahr 2018 wurden weltweit 1800 t Tantal erzeugt, das hauptsächlich aus Coltan gewonnen wird. Dabei entfielen auf die Demokratische Republik Kongo 710 t, Ruanda 500 t, Nigeria 150 t, China 120 t, Brasilien 100 t, Australien 100 t, Äthiopien 70 t und andere 100 t.

## Konfliktmineral
Coltan wird als Konfliktrohstoff eingestuft. Immer wieder findet der Coltanabbau in der seit langem von Kriegen heimgesuchten Region Kivu in der Demokratischen Republik Kongo Beachtung. Die Einnahmen aus diesem Bergbau und mangelhaft kontrollierte Embargos ermöglichen lokalen Warlords die Bezahlung von Soldaten und den Kauf von Waffen in dem immer wieder aufflammenden Bürgerkrieg. Damit einher gehen Morde und Vergewaltigungen. Viele Minen sind illegal. Der Abbau erfolgt häufig unter gefährlichen und gesundheitsschädlichen Bedingungen, da die Minen kaum gesichert sind und es an Werkzeugen und Geräten fehlt. So werden die Stollen häufig teilweise per Hand gegraben, stürzen gelegentlich ein und laufen mit Wasser voll. Unter den Minenarbeitern befinden sich auch Kinder, die zum Teil unter Zwang arbeiten. Viele Minenarbeiter erhofften sich von der steigenden Nachfrage nach Coltan zu profitieren, sind jedoch auf Händler angewiesen, die die Preise diktieren und damit einen größeren Profit erzielen. Auch die ökologischen Folgen sind gravierend. Die Rodung des Regenwaldes bedroht z. B. den Lebensraum der Gorillas (z. B. im Kahuzi-Biega-Nationalpark).
Zahlreiche Unternehmen, die Coltan verarbeiten, verzichten darauf, diesen Rohstoff aus der Demokratischen Republik Kongo zu verarbeiten. Beispiele hierfür sind H. C. Starck, Traxys, Samsung und Intel. Noch 2003 wurde H. C. Starck die Finanzierung von Rebellengruppen im Kongo vorgeworfen, inzwischen verspricht das Unternehmen jedoch, ausschließlich konfliktfreies und von der Conflict Free Sourcing Initiative (CFSI) zertifiziertes Tantal zu verarbeiten. In den USA zwingt das Dodd-Frank-Gesetz börsennotierte Firmen seit 2010 zu belegen, dass ihr verwendetes Coltan nicht zur Finanzierung der Konflikte im Kongo beiträgt.
Der nicaraguanische Priester, Politiker und Literat Ernesto Cardenal (1925–2020) thematisierte die problematischen Abbaumethoden von Coltan im Kongo in seinem Gedicht El Celular (Das Handy).

## In der Fiktion
In der vierten Episode der ersten Staffel der Serie Terminator: The Sarah Connor Chronicles wird Coltan als wichtiger Bestandteil des Endoskeletts verbesserter Terminatoren erwähnt.
In seinem Kriminalroman Bayerisch Kongo (emons Verlag) hat der Schriftsteller Lutz Kreutzer das Thema Coltan aufgegriffen und die Konflikte um den begehrten Stoff nahe an der Realität thematisiert.